# Place Jacques Rueff
Der Place Jacques-Rueff ist ein Platz im Viertel Gros-Caillou des 7. Arrondissements von Paris.

## Lage
Der Place Jacques-Rueff ist der zentrale Platz des Champ de Mars. Der Eiffelturm befindet sich in naher Umgebung.
Der Platz ist mit den Buslinien der RATP 28, 42, 69, 87 zu erreichen.

## Namensursprung
Der Platz ist benannt nach Jacques Rueff (1896–1978), einem französischen Politiker und Wirtschafts- und Finanzexperten.

## Geschichte
Seit einem städtischen Erlass aus dem Jahr 1984 trägt der Platz mitten im Marsfeld seinen Namen.

## Nennenswerte Gebäude
In der Nähe befinden sich
- Das Marsfeld
- Der Eiffelturm